# Norra Roslags domsaga
Norra Roslags domsaga, före 1870 benämnd Närdinghundra, Frösåkers, Väddö och Häverö domsaga, var en domsaga i Stockholms län. Den bildades 1863 av delar ur Frösåker, Väddö och Häverö, Bro och Vätö häraders domsaga och Lyhundra, Sjuhundra, Frötuna och Länna och Närdinghundra domsaga. Domsagan upplöstes 1971 i samband med tingsrättsreformen i Sverige. Domsagan överfördes då till Norrtälje tingsrätt. Tingsplats var Östhammar för Frösåkers tingslag och Häverö för Väddö och Närdinghundra tingslag.
Domsagan lydde under Svea hovrätts domkrets.

## Härader/skeppslag
Domsagan omfattade Närdinghundra härad, Frösåkers härad och Väddö och Häverö skeppslag

## Tingslag
Den 1 januari 1918 (enligt beslut den 26 juli 1916) slogs Närdinghundra tingslag och Väddö och Häverö skeppslags tingslag ihop tillsammans med Edebo socken från Frösåkers tingslag för att bilda Väddö och Närdinghundra tingslag.
Den 1 januari 1948 (enligt beslut den 10 juli 1947) slogs tingslagen i domsagan ihop till ett och bildade Norra Roslags domsagas tingslag.

### Från 1863
- Närdinghundra tingslag
- Frösåkers tingslag
- Väddö och Häverö skeppslags tingslag

### Från 1918
- Väddö och Närdinghundra tingslag
- Frösåkers tingslag

### Från 1948
- Norra Roslags domsagas tingslag

## Häradshövdingar
- 1863–1878 Carl Gustaf Lilliesköld
- 1879–1910 Reinhold von Friesendorff
- 1911–1925 Johan Albert Theodor Ringenson
- 1926–1945 Gustaf Reinhold Åberg
- 1945–1967 Fritjof Sjögren

## Valkrets för val till andra kammaren
Mellan andrakammarvalen 1866 och 1908 utgjorde Norra Roslags domsaga en valkrets: Norra Roslags domsagas valkrets. Valkretsen avskaffades vid införandet av proportionellt valsystem inför valet 1911 och uppgick då i Stockholms läns norra valkrets.